# Summer Sonic Festival

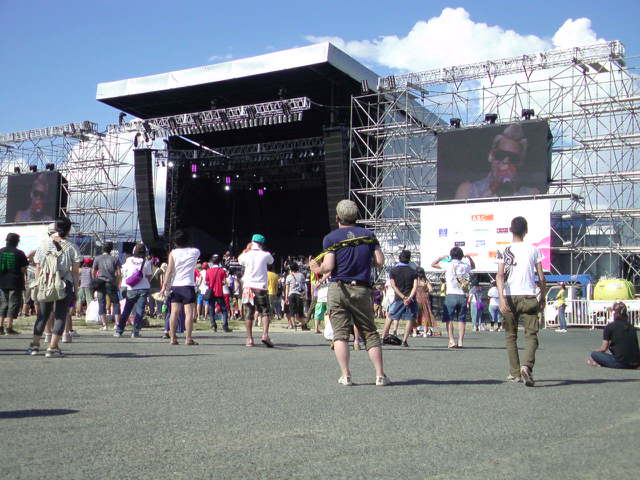
Summer Sonic Festival in Osaka, 2010.

Het Summer Sonic Festival is een jaarlijks Japans muziekfestival in de steden Osaka en Chiba. De bands die op de eerste dag in Osaka spelen treden meestal de volgende dag in Chiba op. Omgekeerd geldt hetzelfde.
De line-up van het muziekfestival bestaat uit verschillende Japanse rockmuzikanten, maar ook internationale artiesten zijn vertegenwoordigd.

## Namen van podia
De namen van de podia zijn sinds het begin vaak veranderd. In 2000 en 2001 hadden de podia de namen Stage 1 en Stage 2. Daarna in 2002 tot 2003 werden de namen veranderd in Outdoor Stage en Indoor Stage, met daarbij in 2002 het New Stage en Factory Stage en in 2003 het Sonic Stage.
In 2004 werden de namen Marine Stage, Mountain Stage, Sonic Stage, Rock Stage en Beach Stage gebruikt. Een jaar daarna, in 2005, werden Marine Stage, Urban Stage, Beach Stage, Island Stage en HMV Dance Only Tent in Chiba gebruikt. Open Air Stage, Rock Stage en Aqua Stage werden in Osaka gebruikt. Mountain Stage en Sonic Stage waren te vinden in beide steden.
In 2006 kon je in Chiba naar het Marine Stage, Beach Stage, Urban/Dance Stage, Island Stage, K-Sound Stage en de Riverside Garden. In Osaka konden mensen terecht in het Open Air Stage, Aqua Stage en het Cosmo Stage. In beide steden waren het Mountain Stage en Sonic Stage te vinden.
Daarna in 2007 en 2008 was in Chiba het Marine Stage, Mountain Stage, Beach Stage, Island Stage en de Riverside Garden te vinden. Osaka moest het doen met Ocean Stage, Sky Stage, Park Stage en het Breeze Stage. Het Sonic Stage en het Dance Stage waren in beide steden te vinden.
In 2009 werden bijna dezelfde namen gebruikt. Voor Chiba was Midnight Sonic toegevoegd. Het Dance Stage kreeg in Chiba twee podia erbij, het Diesel:U:Music Stage en de Planet of Sound. Het Breeze Stage in Osaka werd het Garden Stage.

## Artiesten
Een overzicht van artiesten die hier hebben opgetreden.

### 2000
Het muziekfestival duurde in 2000 van 5 tot 6 augustus. Er traden in totaal 32 artiesten op.
| Overzicht | Overzicht |
| 5 augustus: Chiba – 6 augustus: Osaka                                                                                             | 5 augustus: Osaka – 6 augustus: Chiba                                                                              |
| Stage 1 | Stage 1 |
| --- | --- |
| - Muse - Reef - The Mad Capsule Markets - 311 - Arrested Development - Dragon Ash - James Brown - The Jon Spencer Blues Explosion | - SBK - At the Drive-In - The Living End - Snail Ramp - Triceratops - Mansun - Weezer - Ben Folds Five - Green Day |
| Stage 2 | |
| - G-Shock Winner - Sigur Rós - Coldplay - Supercar - Eastern Youth - Grandaddy - Eels - The Flaming Lips                          | - Glow > - Snug - Quruli - Tahiti 80 - Ween - The Bluetones - Teenage Fanclub                                      |

### 2001
Het muziekfestival duurde in 2001 van 18 tot 19 augustus. Er traden in totaal 36 artiesten op. Het concert van The Strokes werd geannuleerd.
| Overzicht | Overzicht |
| 18 augustus: Chiba – 19 augustus: Osaka                                                                                     | 18 augustus: Osaka – 19 augustus: Chiba |
| Stage 1 | Stage 1 |
| --- | --- |
| - King Adora - MxPx - Rize - The Living End - Incubus - Cibo Matto - Rancid - Primal Scream - Beck                          | - Skrape - Szo Thedzsi - Reel Big Fish - The Mad Capsule Markets - The Cult - Ocean Colour Scene - Zebrahead - Slipknot - Marilyn Manson                            |
| Stage 2 | |
| - The Moldy Peaches - Gloss - Soulwax - Russell Simins - Jet Black Crayon - Love Psychedelico - Bilal - Matthew Sweet - Air | - The Strokes (geannuleerd) - Cosmic Rough Riders - ...And You Will Know Us by the Trail of Dead - My Vitriol - Elbow - Shea Seger - Eels - Mercury Rev - Tahiti 80 |

### 2002
Het muziekfestival duurde in 2002 van 18 tot 19 augustus. Er traden in totaal 51 artiesten op. Er kwam één podium bij.
| Overzicht | Overzicht |
| 18 augustus: Chiba – 19 augustus: Osaka | 18 augustus: Osaka – 19 augustus: Chiba |
| Outdoor Stage | Outdoor Stage |
| --- | --- |
| - Quarashi - Murderdolls - Hoobastank - Andrew W.K. - The Hives - Mongol800 - Weezer - Guns N' Roses | - Pleymo - A - Raging Speedhorn - Disturbed - The Wildhearts - No Doubt - NOFX - The Offspring |
| Indoor Stage | |
| - The Skylarks - Vex Red - Relish - Soft Ballet - Haven - Hanoi Rocks - The Flaming Lips (alleen in Chiba) - Suede                                                                                             | - Millionaire - múm - The Reindeer Section - The Avalanches - The Streets - Siouxsie and the Banshees - Morrissey                                                                                         |
| New Stage | Factory Stage |
| - HY - Cult of Personality (alleen in Chiba) - Manami 25 - Wrench (alleen in Chiba) - The Icarus Line - Cave In - Fake? - B-Dash (alleen in Osaka) - Dragon Ash (alleen in Osaka) - GaGaGaSP (alleen in Osaka) | - Aya (alleen in Chiba) - Nananine (alleen in Chiba) - Ska Ska Club - Shaka Labbits loves 175R - Hitomitoi (alleen in Osaka) - Rise from the Dead - The Libertines - Ozma - Rival Schools - Puffy AmiYumi |

### 2003
Het muziekfestival duurde in 2003 van 2 tot 3 augustus. Er traden in totaal 61 artiesten op.
| Overzicht | Overzicht |               |
| 2 augustus: Chiba – 3 augustus: Osaka | 2 augustus: Osaka – 3 augustus: Chiba |               |
| Outdoor Stage | Outdoor Stage | Outdoor Stage |
| --- | --- | ------------- |
| - Blur - Jon Spencer Blues Explosion - Blink-182 - New Found Glory - Cheap Trick - Tokyo Ska Paradise Orchestra - The High-Lows - The Datsuns - Razorlight | - Radiohead - The Strokes - Stereophonics - Good Charlotte - Blondie - The Living End - HY - The Polyphonic Spree |               |
| Indoor Stage | |               |
| - Travis - Puddle of Mudd - Starsailor - Mew - Kings of Leon - The Greenhornes - The Kills - Original Love (alleen in Osaka) | - The Doors - Buck-Tick - Mando Diao - The Rapture - The Mars Volta - Rooney - Interpol |               |
| Sonic Stage | |               |
| - Devo - Zebrahead - Hot Hot Heat - The Star Spangles - Air - Orange Range - Thmlues (alleen in Osaka) - DMBQ (alleen in Osaka) - InMe - Heesey with Dudes (alleen in Osaka) - My Morning Jacket (alleen in Osaka) - GO!GO!7188 (alleen in Chiba) - Kick the Can Crew (alleen in Chiba) - Polysics (alleen in Chiba) | - Sum 41 - The Army of Freshmen - Sugarcult - Alkaline Trio - The Rocket Summer - Syrup 16g (alleen in Osaka) - Baby Soul (alleen in Osaka) - Soul’d Out - Asian Kung-Fu Generation - Hermann H. & The Pacemakers (alleen in Osaka) - AFI - YKZ - Jet-ki (alleen in Chiba) - Sons of All Pussys (alleen in Chiba) - Elephant Kashimashi (alleen in Osaka) |               |

### 2004
Het muziekfestival duurde in 2004 van 7 tot 8 augustus. Er traden in totaal 77 artiesten op. Het concert van The Darkness werd geannuleerd.
| Overzicht | Overzicht |
| 7 augustus: Chiba – 8 augustus: Osaka | 7 augustus: Osaka – 8 augustus: Chiba                                                                                               |
| Marine Stage | Marine Stage |
| --- | --- |
| - Green Day - Avril Lavigne - Sum 41 - Inaba Kósi - The Darkness (geannuleerd) - The Wildhearts - Pennywise - Kisidan - The All-American Rejects   | - Beastie Boys - The Mad Capsule Markets - Nas - N.E.R.D - Lostprophets - Jurassic 5 - Borialis - Rhymester                         |
| Mountain Stage | |
| - Mando Diao - Fountains of Wayne - Damned - Jude - Razorlight - Hope of the States - Blackmail - The Cribs                                        | - The Music - The Hives - Phantom Planet - The Ordinary Boys - 10-Feet - The Veils - Whyte Seeds - Smorgas                          |
| Sonic Stage | |
| - MC5/d.k.t. - Lee „Scratch” Perry & Mad Professor - Lordz of Brooklyn - Peaches - Bloc Party - The Dead 60s - Beat Crusaders - Erskin - Oceanlane | - Sketch Show - Scha Dara Parr - Junior Senior - Boom Boom Satellites - The Faint - Secret Machines - Kasabian - Ima Robot - Sports |
| Rock Stage | |
| - TMG - Brides of Distruction - The Go-Go’s - Tommy Heavenly6 - Orange Range - Silvertide - Dirty Americans - Negative - THC!!                     | - Zebrahead - Hoobastank - Midtown - Amen - My Chemical Romance - Living Things - The Bronx - Locofrank - Choke Sleeper             |
| Beach Stage | |
| - Clammbon - Scoobie Do - Óhata Júicsi - Black Bottom Brass Band                                                                                   | - Szokabe Keiicsi - Noa Noa - Caravan - Saigenji                                                                                    |

### 2005
Het muziekfestival duurde in 2005 van 13 tot 14 augustus. Er traden in totaal 126 artiesten op. Het concert van Rammstein werd geannuleerd.
| Overzicht | Overzicht |
| 13 augustus: Chiba – 14 augustus: Osaka | 13 augustus: Osaka – 14 augustus: Chiba |
| Marine Stage (Chiba) – Open Air Stage (Osaka) | Marine Stage (Chiba) – Open Air Stage (Osaka) |
| --- | --- |
| - Nine Inch Nails - Slipknot - Deep Purple - The Mad Capsule Markets - Buckcherry - Orange Range - Rooster - Towers of London | - Oasis - Weezer - Kasabian - Asian Kung-Fu Generation - The Ordinary Boys - Yellowcard - Rip Slyme - The Others |
| Mountain Stage | |
| - Duran Duran - Echo & the Bunnymen - Denki Groove×Scha Dara Parr - Interpol - TV on the Radio - The Departure - Louis XIV - The Subways - Poscoizm (alleen in Osaka)                                                                        | - The Black Crowes - Public Enemy - Beat Crusaders (alleen in Chiba) - Minmi (alleen in Osaka) - HIM - InMe - No Warning - Bullet for My Valentine - Fightstar - Home Made kazoku (alleen in Osaka) - Rammstein (geannuleerd)                                   |
| Sonic Stage | |
| - Ian Brown - The Tears - Mew - Arcade Fire - BOY - Hal - The Little Flames - Straightener - Uverworld (alleen in Osaka) | - The La’s - Teenage Fanclub - Bloc Party - Roddy Frame - Death Cab for Cutie - Little Barrie - Caesars - Be Your Own Pet - High and Mighty Color (alleen in Osaka)                                                                                             |
| Urban Stage (Chiba) – Rock Stage (Osaka) | |
| - Q-Tip - The Roots - Flipsyde - M.I.A. - Fire Ball with Jungle Roots Band - Ai - Rhymester (alleen in Chiba) - Bennie K (alleen in Osaka) - Rize - Soul’d Out (alleen in Osaka) - THC!! (alleen in Osaka)                                   | - Me First and the Gimme Gimmes - The Special Beat - Ellegarden - Puffy AmiYumi - Kimura Kaela - Eighteen Visions - Alexisonfire - Billy Talent - Salyu (alleen in Osaka) - Great Adventure (alleen in Osaka)                                                   |
| Beach Stage (Chiba) – Aqua Stage (Osaka) | |
| - Slightly Stoopid - Def Tech - Money Mark (alleen in Chiba) - Blue-Eyed Son - Steph Pockets (alleen in Chiba) - Air (alleen in Osaka) - Keison & Caravan (alleen in Chiba) - Magnolia (alleen in Chiba) - Full of Harmony (alleen in Osaka) | - Tommy Guerrero - Citizen Cope - The Miceteeth (alleen in Chiba) - Orange Pekoe (alleen in Chiba) - Sakerock (alleen in Chiba) - Shuubi (alleen in Osaka) - Tuff Session (alleen in Chiba) - Wrecking Crew Orchestra (alleen in Osaka) - TRA (alleen in Osaka) |
| Island Stage (alleen in Chiba) | |
| - Attack Haus - Beat Crusaders - Doping Panda - Hige - Johnny Panic - Polysics - Zazen Boys | - Detroit 7 - Freenote - Great Adventure - Mo’Some Tonebenders - Natsumen - Radwimps - The Rakes |
| HMV Dance Only Tent (alleen in Chiba) | |
| - Halfby - Her Space Holiday - I-DEP - Akage - K-Switch - Szunaga Tacou feat. You the Rock - Ramrider - Ryukyudisko | - Afra & Incredible Beatbox Band - DJ Akakabe - Alpha - Duck Rock - Home Made kazoku - The Phanky Okstra - Shin Nishimura - Special Guest DJ - Sugiramn - Tongari Kids - Tucker                                                                                 |

### 2006
Het muziekfestival duurde in 2006 van 12 tot 13 augustus. Er traden in totaal 147 artiesten op. De concerten van Keane, Lady Sovereign (Urban/Dance Stage) en Lateef waren geannuleerd.
| Overzicht | Overzicht |
| 12 augustus: Chiba – 13 augustus: Osaka | 12 augustus: Osaka – 13 augustus: Chiba |
| Marine Stage (Chiba) – Open Air Stage (Osaka) | Marine Stage (Chiba) – Open Air Stage (Osaka) |
| --- | --- |
| - Metallica - Deftones - Hoobastank - Zebrahead - Avenged Sevenfold - Taking Back Sunday - Stone Sour - Hawthorne Heights | - Linkin Park - Muse - My Chemical Romance - Lostprophets - Fall Out Boy - The All-American Rejects - Ellegarden - 10 Years |
| Mountain Stage | |
| - Daft Punk - The Charlatans - Scritti Politti - Editors - The Rapture - Phoenix - M-flo - 65daysofstatic - Johnny Boy | - Massive Attack - DJ Shadow - Fort Minor - Arctic Monkeys - The Kooks - We Are Scienists - Boom Boom Satallites (alleen in Chiba) - Mando Diao (alleen in Osaka) - Mum DJ Set - Whirlwind Heat |
| Sonic Stage | |
| - The Flaming Lips - Keane (geannuleerd) - Quruli - Daniel Powter - The Cardigans - El Presidente - The Feeling - Amusement Parks on Fire - Chatmonchy (alleen in Osaka)                                                                                              | - Tool - Buck-Tick - AFI - Andrew W.K. - Secret Machines - She Wants Revenge - Two Gallants - Living Things - 8otto (alleen in Osaka) |
| Beach Stage (Chiba) – Aqua Stage (Osaka) | |
| - Okuda Tamio - Devandra Banhart - Ted Lennon - Plan B - Daniel Ho (alleen in Chiba) - Depapepe (alleen in Chiba) - Sónen Knife (alleen in Osaka) - B-Dash (alleen in Osaka) - Muramasza (alleen in Osaka) - Snorkel (alleen in Osaka) - Bahashishi (alleen in Osaka) | - Little Barrie - The Cat Empire - Big Strides - The Ska Flames (alleen in Chiba) - Beat Crusaders (alleen in Chiba) - Your Song Is Good (alleen in Chiba) - Pe’z - Herbert (alleen in Osaka) - Pomerians (alleen in Osaka) - Hazama Shigemi & Up Up Setters (alleen in Chiba) - Jackson Vibe (alleen in Osaka) - Delta Throb (alleen in Osaka) - Men Soul (alleen in Osaka) |
| Urban/Dance Stage (alleen in Chiba) | |
| - Matisyahu - Soul’d Out - Spank Rock - Ink - Ugly Duckling - DJ Stretch Armstrong - Halfby | - Minmi - Nelly Furtado - Lady Sovereign (geannuleerd) - Chara - Émilie Simon - Clammbon - Bremen |
| Island Stage (alleen Chiba) | |
| - Doping Panda - Blindspott - Maximum the Hormone - Monoral - Puffy AmiYumi - Group tamasii - Cucsija Anna - Under Graph | - Acidman - GO!GO!7188 - Mando Diao - Great Adventure - Copeland - Sparta Locals - Nakanomori Band - Qomolangma Tomato |
| Cosmo Stage (alleen Osaka) | |
| - Matisyahu - Soul’d Out - Spank Rock - Ugly Duckling - Puffy AmiYumi - Group tamasii - Maximum the Hormone - High and Mighty Color - Marsas Sound System | - Boom Boom Satellites - Nelly Furtado - Lady Sovereign - Chara - Emile Simon - Great Adventure - Copeland - Nico Touches the Walls - Rosanna |
| K-Sound Stage (alleen in Chiba) | |
| - Keith - Stephane K - Ryo Matsui - Ozwani Live PA & Ohno - DJ Maroon | - Herbert - Keith - Lateef (geannuleerd) - Stephane K - Mike Mckenna - Wakaaan! |
| Riverside Garden (alleen in Chiba) | |
| - Macuki ajumu - Jamada Tosiaki - Hands of Creation - Humbert Humbert - Anizó - Asia Sunrise | - Arima Sino - Canappeco - Kayoko - Hashiken - Ivami Tomu - Kat |

### 2007
Het muziekfestival duurde in 2007 van 11 tot 12 augustus. Er traden in totaal 158 artiesten op.
| Overzicht | Overzicht |
| 11 augustus: Chiba – 12 augustus: Osaka | 11 augustus: Osaka – 12 augustus: Chiba |
| Marine Stage (Chiba) – Ocean Stage (Osaka) | Marine Stage (Chiba) – Ocean Stage (Osaka) |
| --- | --- |
| - The Black Eyed Peas - Avril Lavigne - Gwen Stefani - Kimura Kaela - The Goo Goo Dolls - B'z - Editors - OK Go - The Pipettes | - Arctic Monkeys - Kasabian - Manic Street Preachers - Bloc Party - The Fratellis - Rooney - Remioromen - The Twang - The Enemy |
| Mountain Stage (Chiba) – Sky Stage (Osaka) | |
| - Sum 41 - Ellegarden - Fall Out Boy - MxPx - 30 Seconds to Mars - Gym Class Heroes - The Academy Is... - Cobra Starship - Blue Man Group (alleen in Chiba) - Qomolangma Tomato (alleen in Chiba) - Acid Black Cherry (alleen in Chiba) | - The Offspring - Avenged Sevenfold - Motörhead - Suicidal Tendencies - Hinder - Enter Shikari - Hadouken! - Madina Lake - Blue Man Group (alleen in Chiba) - 8otto (alleen in Chiba) - Roach (alleen in Osaka) |
| Sonic Stage | |
| - Travis - Modest Mouse - Dinosaur Jr. - Interpol - The Stranglers - The Horrors - The Long Blondes - 120 Days - Monobright (alleen in Chiba) - Possibility (alleen in Osaka) | - Pet Shop Boys - Cyndi Lauper - The Cornelius Group - Bright Eyes - Brett Anderson - The Polyphonic Spree - Tilly and the Wall - The Draytones - Good Dog Happy Men (alleen in Chiba) - Sakanaction (alleen in Osaka) |
| Dance Stage | |
| - Maxïmo Park - Klaxons - LCD Soundsystem - Cansei de Ser Sexy - Digitalism - Bonde do Rolê - Shitdisco - The Young Punx - Doping Panda - The Jetzejohnson | - DJ Shadow & Cut Chemist - Unkle - Vitalic - The Sunshine Underground - Hot Chip - Goose - MSTRKRFT - Does It Offend You, Yeah? - Ryukyudisko - Leo Imai (alleen in Chiba) - Perfume (alleen in Osaka) |
| Beach Stage (Chiba) – Park Stage (Osaka) | |
| - Sugar Ray - Blue King Brown - Don Johnson Big Band - Rize (alleen in Osaka) - Jehro (alleen in Chiba) - Ganga Zumba - Ai (alleen in Osaka) - Special Others (alleen in Chiba) - Juju (alleen in Chiba) - Onszoku Line (alleen in Chiba) - One Draft (alleen in Chiba) - Puffy AmiYumi (alleen in Osaka) - Air (alleen in Osaka) - Seamo (alleen in Osaka) - The 50 Kaitenz (alleen in Osaka) | - Yanokami - Sean Lennon - Ben Westbeech (alleen in Chiba) - José González - Caravan (alleen in Chiba) - Kahimi Karie - The Holloways - HY (alleen in Osaka) - Maximum the Hormone (alleen in Osaka) - Szaitō Kazujosi (alleen in Osaka) - Triceratops (alleen in Chiba) - Karijusi58 (alleen in Chiba) - You (alleen in Osaka) |
| Island Stage (alleen in Chiba) | |
| - Rize - Seamo - Teriyaki Boys - Ai - Chatmonchy - Puffy AmiYumi - Locksley - Great Adventure - Molice | - Cucsija Anna - The Pillows - Maximum the Hormone - Grapevine - Polysics - Analog Fish - The Noisettes - Reverend and the Makers - Oceanlane - Nico Touches the Walls |
| Breeze Stage (alleen in Osaka) | |
| - The Pillows - Cucsija Anna - Base Ball Bear - Start from Scratch - 8otto - Nico Touches the Walls - PhilHarmoUniQue - Midori - Rosanna | - Chatmonchy - 9mm Parabellum Bullet - Great Adventure - Illmatic Headlock - Wrong Scale - Supreme Sound Recreation - Kickflip - Funky Monkey Babys - J-Min |
| Riverside Garden (alleen in Chiba) | |
| - Hullabaloos - Rickie-G - Humbert Humbert - Nakajama Uri - Kat McDowell - Okamoto Hiromi | - Imazava Quagero - Sleepy.ab - Curly Giraffe - Takada Ren+Óhata Júicsi - Apogee - Hata Jukina |

### 2008
Het muziekfestival duurde in 2008 van 9 tot 10 augustus. Er traden in totaal 146 artiesten op.
| Overzicht | Overzicht |
| 9 augustus: Chiba – 10 augustus: Osaka | 9 augustus: Osaka – 10 augustus: Chiba |
| Marine Stage (Chiba) – Ocean Stage (Osaka) | Marine Stage (Chiba) – Ocean Stage (Osaka) |
| --- | --- |
| - The Verve - The Prodigy - Panic! at the Disco - Zebrahead - The Subways - OneRepublic - Joe Lean & The Jing Jang Jong - Los Campesinos! | - Coldplay - Alicia Keys - Radwimps - The Kooks - 311 - The Hoosiers - Vampire Weekend - The Wombats |
| Mountain Stage (Chiba) – Sky Stage (Osaka) | |
| - Sex Pistols - Lostprophets - Maximum the Hormone - New Found Glory - Trivium - Kids in Glass Houses - Beat Union - The Metros - Glory Hill | - Fatboy Slim - Devo - Justice (alleen in Chiba) - Boom Boom Satellites - Afra & The Incredible Beatbox Band (alleen in Osaka) - Junkie XL - Polysics - Late of the Pier - The Ting Tings                                                                              |
| Sonic Stage | |
| - Paul Weller - The Fratellis - Death Cab for Cutie - The Kills - Cajun Dance Party - Band of Horses - Blood Red Shoes - These New Puritans - Sakanaction (alleen in Chiba) - Fourteendays (alleen in Osaka) | - The Jesus and Mary Chain - Spiritualized - Super Furry Animals - Against Me! - Biffy Clyro - Mutemath - MGMT - Silversun Pickups - Lastorderz (alleen in Chiba) - Marsas Sound Machine (alleen in Osaka)                                                             |
| Dance Stage | |
| - Pendulum - Hot Chip - Friendly Fires - South Central - We Smoke Fags - Santogold - Yelle - Perfume - The Chef Cooks Me (alleen in Chiba) - Neon Gravity (alleen in Osaka) | - Justice (alleen in Osaka) - Hadouken! - Wadug Futuristic Unity - New Young Pony Club - Does It Offend You, Yeah? - Crystal Castles - The Teenagers - The Shoes - Meg (alleen in Chiba) - The Telephones                                                              |
| Beach Stage (Chiba) – Park Stage (Osaka) | |
| - Scott Murphy - The Dead Trees - Paolo Nutini (alleen in Chiba) - Micro (alleen in Chiba) - Old Man River - Metis (alleen in Chiba) - Micky Green (alleen in Chiba) - Caravan - Nell (alleen in Osaka) - Funky Monkey Babys (alleen in Osaka) - Jun Skywaler(s) (alleen in Osaka) - Jószuke at Home (alleen in Chiba) - Curu (alleen in Osaka) | - Sónan no kaze (alleen in Chiba) - ET-King - Café Tacuba - Skindred - Xavier Rudd - Bedouin Soundclash - Becca (alleen in Osaka) - HY (alleen in Osaka) - Home Made kazoku (alleen in Osaka) - Low IQ & The Beat Breaker (alleen in Chiba) - Kjúsúo (alleen in Osaka) |
| Island Stage (alleen in Chiba) | |
| - GO!GO!7188 - The Pillows - Hige - Tokyo Police Club - Cut Off Your Hands - Vola & The Oriental Machine - The Troubadours - Johnny Foreigner - Itó Szeikó & Pomerians | - The Living End - Forever the Sickest Kids - 9mm Parabellum Bullet - Good 4 Nothing - Dustbox - Pay Money to My Pain - Koizumi Kjóko Special Band |
| Breeze Stage (alleen in Osaka) | |
| - Vamps - GO!GO!7188 - The Pillows - Hige - Vola & The Oriental Machine - The 50 kaitenzu - Sakanaction - Lego Big Morl - Unchain - Mamada Jú | - 9mm Parabellum Bullet - Good 4 Nothing - Pay Money to My Pain - Big Mama - Northern 19 - Shaka Labbits - Ketchup Mania - Mass of the Fermenting Dregs - Uemura Kana                                                                                                  |
| Riverside Garden (alleen in Chiba) | |
| - Óhasi Torio - Ritorukijositominimamu! Gnk! - Curly Giraffe - Casa - Namu - Why Sheep? | - Cutman-booche - Tuff Session - Kimaguren - Nikaidó Kazumi - Tobaccojuice - Zahertorte - Jew’s-ear |

### 2009
Het muziekfestival duurde in 2009 van 7 tot 9 augustus. Er traden in totaal 255 artiesten op. Het concert van Katy Perry werd geannuleerd.
| Overzicht | Overzicht | Overzicht |
| 7 augustus: Chiba – 8 augustus: Osaka | 8 augustus: Chiba – 9 augustus: Osaka | 9 augustus: Chiba – 7 augustus: Osaka |
| Marine Stage (Chiba) – Ocean Stage (Osaka) | Marine Stage (Chiba) – Ocean Stage (Osaka) | Marine Stage (Chiba) – Ocean Stage (Osaka) |
| --- | --- | --- |
| - My Chemical Romance - Nine Inch Nails - Boom Boom Satellites - Paramore - Dragon Ash - Saosin - Boys Like Girls | - Linkin Park - B'z - Hoobastank - Placebo - The All-American Rejects - Mastodon - Hollywood Undead | - Beyoncé - Ne-Yo - Lady Gaga (alleen in Osaka) - Unicorn - Razorlight - Keane - Elephant Kashimashi - Mutemath - The Veronicas - Marsas Sound System met Yo-Me (alleen in Osaka)                                                          |
| Mountain Stage (Chiba) – Sky Stage (Osaka) | | |
| - Kasabian - Razorlight (alleen in Osaka) - The Enemy - The Hiatus - Phoenix (alleen in Chiba) - Katy Perry (geannuleerd) - The Big Pink - Red Light Company - The Bawdies (alleen in Chiba) - Glory Hill (alleen in Osaka)                                                                                              | - The Specials - Elvis Costello and The Imposters - Joan Jett & the Blackhearts - Ego-Wrappin’ and The Gossip of Jaxx - Mando Diao - Paolo Nutini - Lenka Kripac - Lite (alleen in Chiba) - Lego Big Morl (alleen in Osaka) | - Limp Bizkit - Cavalera Conspiracy - Maximum the Hormone - Enter Shikari - The Qemists - Five Finger Death Punch - Cancer Bats - Fact |
| Sonic Stage | | |
| - Aphex Twin - Mogwai - Mew - Mercury Rev - 65daysofstatic - Kyte - School of Seven Bells - Who the Bitch (alleen in Chiba) - Stereopony (alleen in Osaka) | - Klaxons - CSS - The Ting Tings - The Horrors - AA= - Little Boots - Delphic - Kylee | - The Flaming Lips - Sonic Youth - Teenage Fanclub - The Vaselines - Grizzly Bear - The Temper Trap - Tame Impala - Andymori |
| Midnight Sonic (alleen in Chiba) | | |
| - Jura jura teikoku - Tricky - The Blue Herb - Y. Sunahara | - Lady Gaga - Meg - Ryukyudisko - Midori - Vola & The Oriental Machine | Geen optredens |
| Dance Stage | | |
| - Soulwax - Datarock - DJ Tasaka - Ghostland Observatory (alleen in Chiba) - Girl Talk - Fujifabric - School Food Punishment | - Luciano Presents Æther - Tom Tom Club - Metronomy - Yuksek - Birdy Nam Nam - The Telephones - Your Gold, My Pink (alleen in Chiba) - Androp (alleen in Osaka) | - Kid Sister - Rhymester - N.A.S.A. - Solange Knowles - V V Brown - MiChi (alleen in Chiba) - Tanimura Nana (alleen in Osaka) |
| Diesel:U:Music Stage (alleen in Chiba) | Planet of Sound (alleen in Chiba) | |
| - 2 Many DJ’s - Ghostland Observatory - DJ Kentaro - HeartsRevolution - The Terror Pigeon Dance Revolt! - AMWE | - Ravex - Nakata Jaszutaka - Posso the DJ - Mixhell - DJ Rashida - Mademoiselle Yulia | Geen optredens |
| Beach Stage (Chiba) – Park Stage (Osaka) | | |
| - Tahiti 80 - Jack Peñate - Jenny Lewis - Juju (alleen in Chiba) - Caravan (alleen in Chiba) - Fukuhara Miho (alleen in Chiba) - Lecca (alleen in Chiba) - Szuga Sikao (alleen in Osaka) - Lindberg (alleen in Osaka) - Puffy AmiYumi (alleen in Osaka) - Breakerz (alleen in Osaka) - Rock ’a’ Trench (alleen in Osaka) | - Matisyahu - Acidman (alleen in Osaka) - Rin Toshite Shigure (alleen in Osaka) - Marié Digby (alleen in Chiba) - Beat Crusaders (alleen in Osaka) - Mishka - Natty - Cokehead Hipsters (alleen in Chiba) - Ore Ska Band (alleen in Chiba) - Irei Sunicsi (alleen in Chiba) - Osibi Kótaró (alleen in Osaka) - Acid Black Cherry (alleen in Osaka) | - Gogol Bordello - War - Chatmonchy (alleen in Osaka) - Iglu & Hartly - Mongol800 (alleen in Chiba) - Pay Money to My Pain (alleen in Osaka) - Kimaguren - Rock ’a’ Trench (alleen in Chiba) - Scott Murphy Meets B-Dash (alleen in Osaka) |
| Island Stage (alleen in Chiba) | | |
| - Szuga Sikao - Cucsija Anna - Beat Crusaders - Wagner Love - Totalfat - Never Shout Never - Sliimy - Nothing’s Carved in Stone - Japan (kuruu) Special | - Acidman - Rin Toshite Shigure - Golden Silvers - Patrick Watson - The Durango Riot - The Band Apart - Te’ - Lego Big Morl - Mamada Jú | - Scott Murphy Meets B-Dash - Bring Me the Horizon - Pay Money to My Pain - Aloha from Hell - In Case of Fire - Puffy AmiYumi - Triceratops - Knotlamp                                                                                     |
| Garden Stage (alleen in Osaka) | | |
| - Sónen Knife - TsuShiMaMiRe - Chicago Poodle - Serial TV Drama - Tokió csú teiiki - Kizuki Minami - Big Porno | - Curu - Vola & The Oriental Machine - Cinema Staff - Real Reach - SpecialThanks - Weaver - Mamada Jú | - Gaku-MC - Back-on - Coldrain - Runners-Hi - Sawagi - Shuubi met Furukava Maszajosi |
| Riverside Garden (alleen in Chiba) | | |
| - Kiszeru - Haszunuma futo Team - Sleepy.ab - Leo Imai - Nanao Tavito - Good Luck Heiwa - Riddim Saunter - Shakabone - Tuff Session | - Ametsub - Aus - Native - Sly Mongoose - Kadzsi Hideki - Kotringo - Spank Page - Obandos - Ani-zoo | - Bonito - Pascals - Tokumaru Súgo - Saigenji - Szokabe Keiicsi - Humming Kitchen - Copa Salvo - Popoyans - Dzsó Naoki |

### 2010
Het muziekfestival duurde in 2010 van 7 tot 8 augustus. Er traden in totaal 99 artiesten op. De concerten van Tamurapan en deadmau5 werden geannuleerd.
| Overzicht | Overzicht |
| 7 augustus: Chiba – 8 augustus: Osaka | 7 augustus: Osaka – 8 augustus: Chiba |
| --- | --- |
| - Jay-Z - The Offspring - Nickelback - Passion Pit - A-ha - Nas - Kreva - All Time Low - 3OH!3 - 30 Seconds to Mars - Fact - The Smashing Pumpkins - Richard Ashcroft - The Hiatus - Biffy Clyro - The Courteeners - The Maccabees - General Fiasco - Calvin Harris - Keri Hilson - Eve - Uffie - K-OS - Jasmine - Jazava Eikicsi - Eels - Tahiti 80 - Girls - Clammbon - Tamurapan (geannuleerd) - Fireball with Home Grown - ET-King - Big Mama - Beat Crusaders - Elliot Minor - Nada Surf - Broadway Calls - Rock’A’Trench - Totalfat - Northern19 - The Young Punx - Freebass - Atari Teenage Riot (alleen in Chiba) - Pavement - Steve Aoki - Pedro Winter - Gildas - Brodinski - Yes Giantess - Kylee | - Stevie Wonder - Taylor Swift - A Tribe Called Quest - Sum 41 - F.T. Island - Big Bang - Orianthi - Jason Derülo - K'naan - Monkey Majik - Dream Theater - Slash - Hole - Michael Monroe - Coheed and Cambria - Bigelf - My Passion - The Devil Wears Prada - Pixies - Jónsi - Black Rebel Motorcycle Club - Band of Horses - The Drums - Fanfarlo - Surfer Blood - Sakanaction - deadmau5 (geannuleerd) - Die Antwoord - Hudson Mohawke - Surkin - Darwin Deez - AA= - androp - Funky Monkey Babys - Hilcrhyme - Everlast - Steve Appleton - Free Energy - Jay'ed - lecca - Low IQ 01 & Masterlow - The Pillows - Blood Red Shoes - Everything Everything - Band of Skulls - One OK Rock - 'te - Shinsei Kamattechan - Ai Kago |

### 2011
Het muziekfestival duurde in 2011 van 13 tot 14 augustus. Er traden in totaal 96 artiesten op.
| Overzicht | Overzicht |
| 13 augustus: Chiba – 14 augustus: Osaka | 13 augustus: Osaka – 14 augustus: Chiba |
| --- | --- |
| - The Strokes - Beady Eye - Kaela Kimura - The Ting Tings - Brother - The Bawdies - One Night Only - Sharks - Avril Lavigne - Rip Slyme - Tinie Tempah - Perfume - BoA - The Pretty Reckless - The Downtown Fiction - The Mars Volta - Death from Above 1979 - Mutemath - Nico Touches the Walls - Cage the Elephant - OFWGKTA - Wreckin Squadd - Cerebral Ballzy - OverTheDogs - KoRn - The Horrors - These New Puritans - Black Mountain - Esben and the Witch - Feadz - Breakbot - Carte Blanche - Busy Pictionary - SebastiAn - the GazettE - The Mirraz - Miles Kane - andymori - Champagne - Taro Kobayashi - Beta Wolf - Oz - Ziggy Marley - Arrested Development - Clémentine - Def Tech - One Draft - The Love Ningen - Galaxy Express - Idiotape | - Red Hot Chili Peppers - X Japan - Maximum the Hormone - Panic! at the Disco - Zebrahead - Hollywood Undead - Mona - Neon Trees - P.i.L. - The Jon Spencer Blues Explosion - House of Pain - Friendly Fires - Two Door Cinema Club - Yelle - the telephones - Gypsy & the Cat - Fear and Loathing in Las Vegas' - Suede - James Blunt - The Pop Group - Bow Wow Wow - Metronomy - Deerhunter - The Morning Benders - Smith Westerns - Negoto - Fact - Rival Sons - Pay money To my Pain - Mucc - One Ok Rock - Tribes - Puro Instinct - Totalfat - Crossfaith - Village People - Bootsy Collins and The Funk U Band - Little Barrie - yanokami - Shibusashirazu Orchestra - Johnny Saito - The Ghost Spardac - Queen Sea Big Shark - Muma & Third Party - Perdel - Black New-new |

### 2012
Het muziekfestival duurde in 2012 van 18 tot 19 augustus. Er traden in totaal 44 artiesten op.
| Overzicht | Overzicht |
| 18 augustus: Chiba – 19 augustus: Osaka | 18 augustus: Osaka – 19 augustus: Chiba |
| --- | --- |
| - Green Day - Franz Ferdinand - Sigur Rós - Lostprophets - Death Cab for Cutie - Passion Pit - Adam Lambert - Crystal Castles - Gotye - Nelly Furtado - Alexandra Stan - The Vaccines - One Ok Rock - Kazuya Yoshii - Kyary Pamyu Pamyu - Totalfat - Coldrain - Begin - Jun Sky Walkers - Tavito Nanao | - Rihanna - Garbage - Jamiroquai - New Order - Ke$ha - Pitbull - The Cardigans - Gym Class Heroes - Hoobastank - Foster the People - Calvin Harris - Vintage Trouble - Cast - Azealia Banks - Tears for Fears - Mayday - Momoiro Clover Z - Perfume - Abe Mao - Cucsija Anna - Kató Miliyah - Fact - Lecca - Pay Money to My Pain |